# Fosco Frizzi
Fosco Frizzi (Firenze, 16 agosto 1901 – Firenze, 14 ottobre 1951) è stato un partigiano e politico italiano.

## Biografia
Uno dei maggiori esponenti della lotta partigiana a Firenze fu promotore dello sciopero alla Galileo nel 1917 e subì il primo arresto da parte della polizia, episodio che rappresentò la svolta decisiva nella sua formazione di militante rivoluzionario. Dal luglio 1919 fece parte della segreteria della Federazione Giovanile Socialista, nell'ambito della sezione socialista "Avanguardia Proletaria" in via Romana a Firenze. Fu tra i promotori della stagione dell'occupazione delle fabbriche a Firenze e della creazione delle commissioni interne operaie e della guardia rossa, che vigilava sulla sicurezza delle fabbriche. Sei mesi dopo tutto il personale venne licenziato e le officine occupate dalla polizia. 
Nell'autunno del 1920 si trovò a far parte del circolo "Jan Juares", sede del comitato provinciale del partito socialista e confluì nella fazione comunista, che sosteneva la necessità di espellere dal partito quella più a destra, la socialdemocratica. Il 17 settembre 1920 fu tra i fondatori del "Patto dei comunisti" che si proponeva di costituire cellule comuniste in ogni fabbrica o cooperativa. Divenne uno dei principali fondatori della organizzazione fiorentina della Federazione Giovanile Comunista Italiana (F.G.C.I.) alla quale, in breve tempo, aderirono tutti i giovani socialisti della provincia. Nel 1923 subì una dura aggressione da parte di squadracce fasciste e venne picchiato, bastonato e abbandonato moribondo in Piazza San Biagio. 
Ripresosi divenne di lì a poco segretario provinciale della FGCI, organizzando riunioni segrete in luoghi nascosti intorno alle colline di Firenze: Castel di Poggio, i Bosconi, le Cave di Maiano. In una di queste riunioni, presso Fiesole il 25 maggio 1924, fu promotore dell'unione formale dei comunisti con i terzinternazionalisti. 
Nel settembre del 1925 subì l'ennesimo arresto in seguito ad una perquisizione che rilevò la presenza, in casa sua, di materiale propagandistico. Venne rinchiuso alle Murate in attesa di giudizio e dopo due anni giudicato, sulla base delle leggi eccezionali istituite dopo il fallito attentato a Mussolini, e condannato a 10 anni e sei mesi di detenzione e trasferito al carcere di Pesaro. In carcere fondò una scuola, aiutando molti a prendere la licenza elementare e istruendoli alle idee politiche comuniste. 
Nel 1931 si sposò in carcere con Iole Bernini, da cui ebbe una figlia, Mirella Frizzi. Dopo poco venne trasferito al carcere di Civitavecchia, come punizione per l'attività politica svolta all'interno del carcere e posto in isolamento con il divieto di ricevere libri. Il 12 novembre 1932 beneficiò dell'indulto per il decennale della rivoluzione fascista, ma fu liberato solo l'anno successivo. Tornato a Firenze riprese l'attività politica e divenne redattore della prima edizione clandestina de "L'Unità" di Firenze: duecento copie di 4 pagine, con una uscita ogni venti giorni. Gli eventi successivi parlano di riunioni clandestine, arresti, creazione di collegamenti e cellule segrete fino al 1940, anno dell'entrata in guerra. 
Tra i più attivi nella propaganda antifascista c'era sempre Fosco Frizzi, la cui abitazione divenne uno dei ritrovi più utilizzati, ma tra il settembre del 1943 e l'agosto del 1944 fu costretto ad entrare in clandestinità. Durante questo periodo fu tra i redattori del giornale clandestino Azione Comunista e da lì a poco entrò a far parte del CTLN e venne designato vice commissario della Deputazione provinciale. Il 4 agosto si trovò a capo della delegazione partigiana che accolse gli alleati a Porta Romana e l'11 agosto, con l'insediamento del CTLN a Palazzo Medici Riccardi per l'assunzione del governo della città, ricoprì la carica di vice presidente, per il partito comunista, rimanendo in carica fino al 1951. Dal 1945 al 1946 venne nominato deputato alla consulta nazionale e, nel 1948 per un breve periodo, ricoprì la carica di presidente della Provincia di Firenze. 
Il 10 luglio 1951 fece parte del primo consiglio provinciale eletto, dopo la liberazione, e nominato assessore al personale, carica che ricoprì fino alla morte, avvenuta il 14 ottobre dello stesso anno. 
Ai funerali partecipò una folla immensa. Il 4 febbraio 1985 il Presidente della Repubblica, Sandro Pertini, gli conferì il diploma d'onore di combattente per la libertà d'Italia alla memoria. Il 2 dicembre 2010 il sindaco di Firenze, Matteo Renzi, conferì alla memoria di Fosco Frizzi il Giglio della Liberazione. A suo nome è intitolata la sezione oltrarno del Partito Comunista Italiano, passata successivamente a Rifondazione Comunista e poi ai Democratici di Sinistra.

## Opere
- Compagni di lotta- testimonianze (con Romeo Baracchi), Firenze, Stamperia Editoriale Parenti, dicembre 1982
- Enrico Bocci: una vita per la libertà - testimonianze, Firenze, G. Barbera Editore, giugno 1969